# Gabriel Godard
Pour les articles homonymes, voir Godard.
Gabriel Godard, né le 28 avril 1933 à Delouze-Rosières (Meuse) et mort le 4 décembre 2023 à Ancenis-Saint-Géréon, est un artiste peintre (figuratif puis abstrait) français.

## Biographie
Gabriel Godard commence à peindre en autodidacte en 1950.
À partir de 1986, il se détourne définitivement de la peinture figurative pour l'abstraction, le sujet ne devenant à ses yeux qu'un simple prétexte pour une composition plus ambitieuse. Sa peinture abstraite se caractérise alors par un cadrage subtil entre la lumière et la forme, créant un rythme profond avec une palette contrastée et forte.
Gabriel Godard a reçu de nombreuses distinctions et a été nommé chevalier des Arts et des Lettres en 1977.
En 2012, il achève une grande fresque ayant pour sujet le massacre d'Oradour-sur-Glane. Renouant avec le figuratif, celle-ci est constituée de quatre huiles de 9 m sur 3,40 m. Résidant dans la Sarthe durant la guerre, l'horreur du massacre d'Oradour parvient à Godard. Cet évènement terrible n'a jamais cessé de hanter l'artiste qui avait onze ans au moment des faits ;
« J’ai vécu la période de la guerre, l’occupation allemande, dans la Sarthe, à Segrie. Quand les troupes américaines sont arrivées en France, des jeunes du village se sont pris pour des résistants et ont mis le feu à un fourgon contenant de la poudre à canon. Le lendemain un Allemand disait " On va brûler le village! ". Quelques jours après, l’histoire d’Oradour nous parvenait. J’avais 11 ans à l’époque. L’émotion ne m’a jamais quitté ».  — Propos tenus par Gabriel Godard dans Ouest-France, le 6 octobre 2016.
Ses œuvres ont trouvé un accueil favorable dès ses premières années de peintre, et plusieurs musées français se sont portés acquéreurs de ses œuvres comme le Centre Pompidou et le Musée des Arts Modernes de Paris.
Gabriel Godard meurt à Ancenis-Saint-Géréon le 4 décembre 2023 à l'âge de 90 ans.

## Expositions récentes
- 2019 : L'écume des jours, la collection de Saint-Jean-de-Monts, Saint-Jean-de-Monts[6],[1]
- 2018 : Exposition Gabriel Godard & Sylvie Koechlin, Musée Bernard Boesch, La Baule[7].
- 2016 : Exposition Miroir à la Chapelle des Ursulines, Ancenis[4].
- 2014 : Exposition à l'Hôtel de ville de Saint-Sébastien-sur-Loire[8].
- 2013 : Exposition Galerie Véronèse, Nantes.
- 2013 : Exposition personnelle à la Galerie Nolan Rankin à Houston - Texas- USA.
- 2013 : En permanence jusqu'en 2013 au moins, Galerie ArtFrance, Avenue Matignon, Paris.
- 2013 : 10 juin 1944, Massacre d'Oradour-sur-Glane, Abbaye de Saint-Florent-Le-Vieil[9].
- 2012 : Le Salon d'Automne (Œuvre Oradour-sur-Glane), Paris.
- 2006 : Exposition hommage à Gabriel Godard, David B. FINDLAY Galeries New-York.
- 2002 : Exposition à la Galerie Romanet, Paris.
- 2002 : Exposition à la Galerie MC Goinard, La Baule.
- 1990 : Exposition à la Galerie Suzanne Tarasiève, Barbizon[1].

## Collections publiques
- Centre Pompidou[1]
- Musée d'art moderne de Paris[1]

## Distinctions
- 2009 : Prix Fondation Taylor[1].
- 2005 : Prix Gabriel ZENDEL, Fondation Taylor.
- 1991 : Eurodeal Prise, Washington.
- 1977 :  Chevalier de l'ordre des Arts et des Lettres.
- 1960 : Prix d'Asnieres.
- 1958 : Prix des Jeunes Espoirs (triennale de la Jansonne).
- 1957 : Prix Fénéon.
- 1957 : Prix de la Jeune Peinture.
- 1957 : Prix de Fontainebleau.
- 1956 : Prix de l'Amateur d'Art[1].